# جسر كورونادو

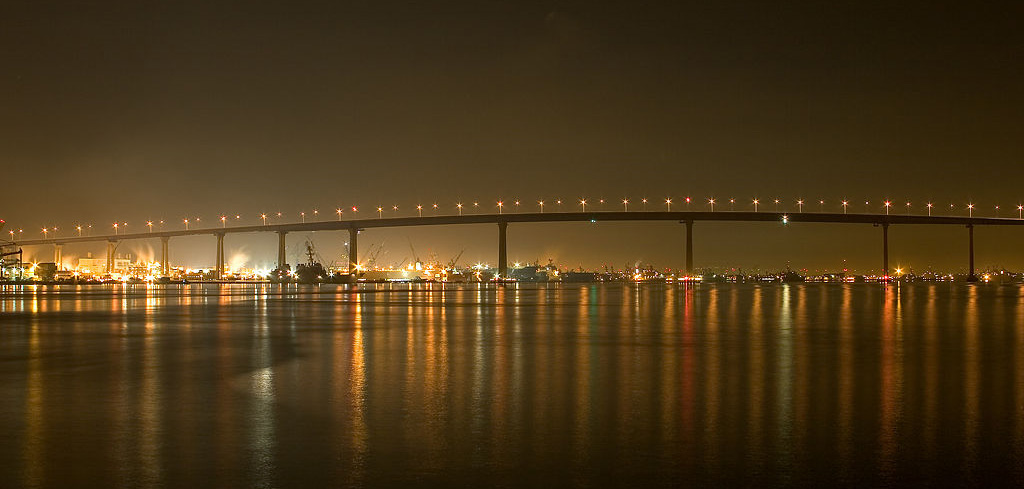
جسر كورونادو ليلاً

جسر كورونادو: و هو جسر تم افتتاحه بتاريخ 3 أغسطس سنة 1969 يربط مدينة سان دييغو وكورونادو و يعبر خليج سان دييغو. و تصميمه من خرسانة مسبقة الإجهاد والصلب.

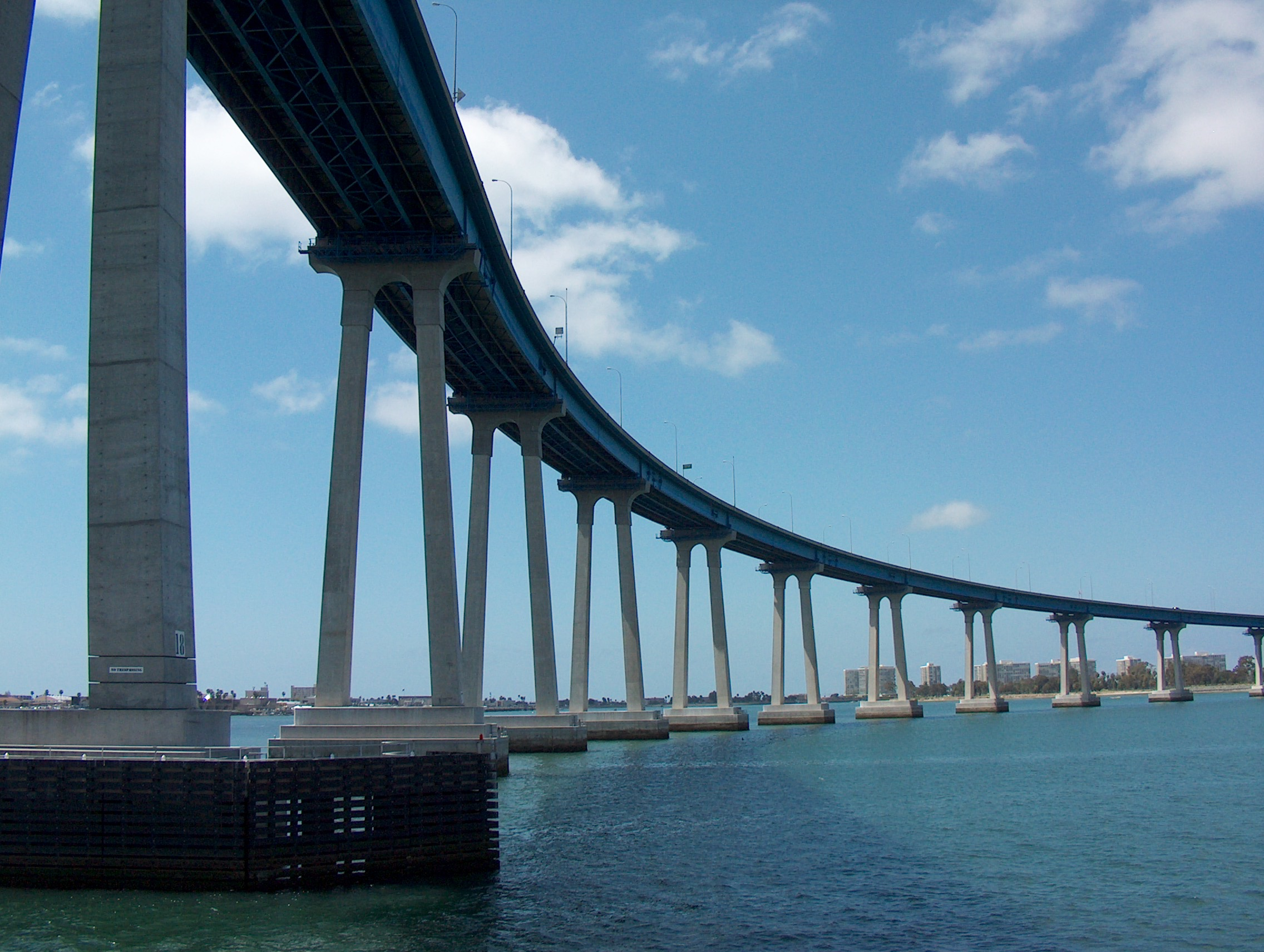
صورة مأخوذة من قاعدة الجسر

## مميزات الجسر
يتميز تصميم الجسر بأنه يتقوس بقياس 80 درجة وطوله يبلغ 3407 متر أي ما يعادل (3.4 كم) ارتفاعه 61 متر لكي يسهل مرور سفن بحرية الولايات المتحدة وحاملات الطائرات التي تمر من تحته لإن شبه جزيرة كورونادو تحتوي على قاعدة عسكرية للبحرية الأمريكية.
وقد صمم الجسر كلياً وحصراً لمرور السيارات، ولا توجد ممرات للمشاة ولا مسارات للدراجات. و لكن ابتداء من عام 2008، سمح لراكبي الدراجات الفرصة ولمرة واحدة كل سنة للركوب فوق جسر في الدراجة في «رحلة ممتعة» كما يسميها الدراجون.
و تم الرسم على الركائز الداعمة للجسر في الطرف الشرقي مع جداريات ضخمة مثل الجداريات الموجودة في حديقة الشيكانو، التي فيها أكبر مجموعة من الجداريات الفنية الملونة في العالم. حتى تم الموافقة على إنشاء الحديقة مع أماكن أخرى يمكن الرسم فيها لكي تنقل الرسومات إليها.

## معلومات عامة

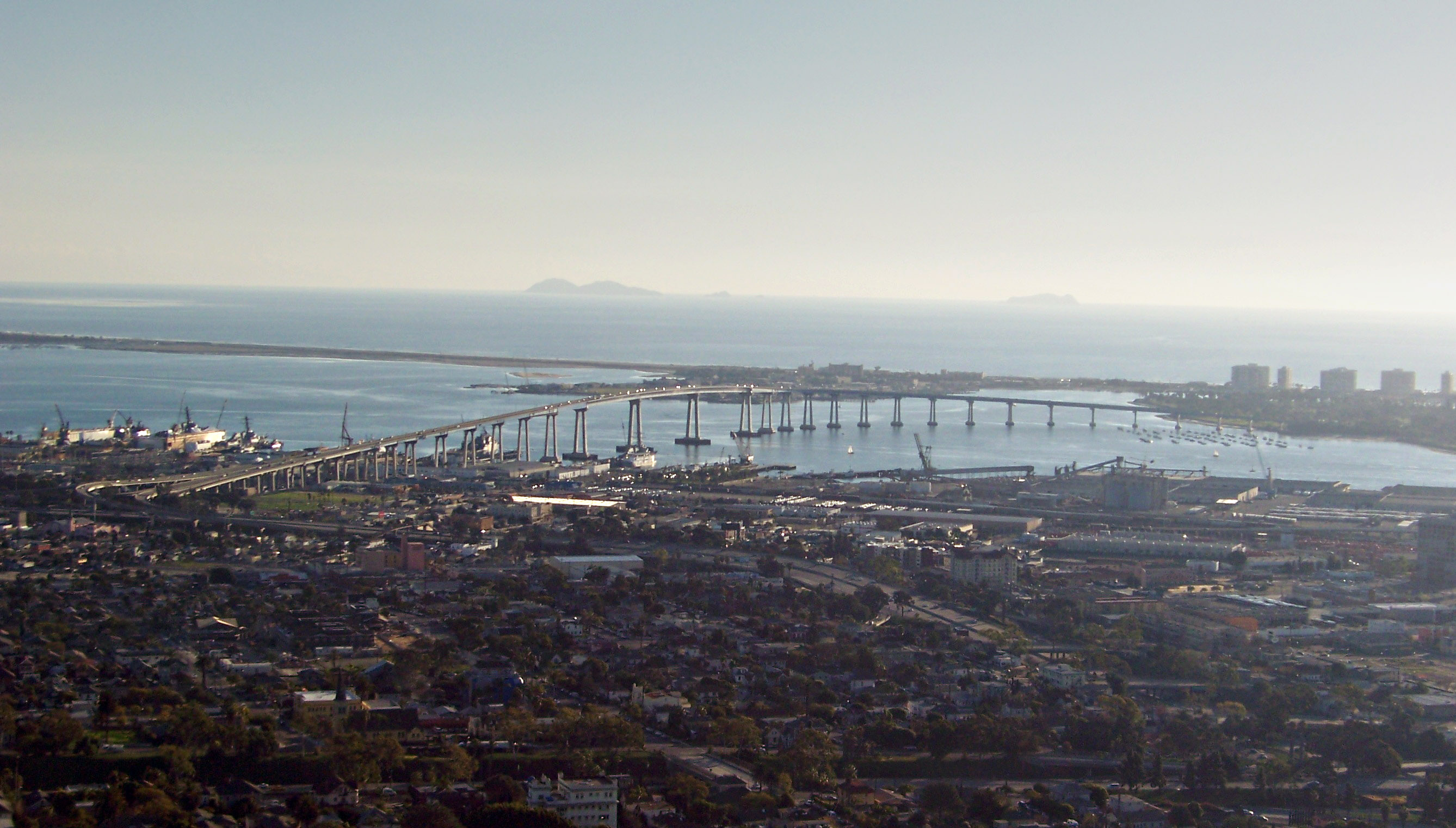
صورة للجسر مأخوذة من طائرة

- مصمم الجسر هو المعماري روبرت موشر.
- بني هذا الجسر بمناسبة الذكرة الـ 200 لتأسيس مدينة سان دييغو.[2]
- تكلفة بناءه بلغت ما يقارب الـ 50$ مليون دولار أمريكي.
- كلفت عمليات الترميم بين الـ 70-150 مليون دولار أمريكي.
- وزن الصلب المستعمل في بناءه يبلغ 20,000 طن.
- تم حفر بعض أساسات البرج بعمق 100 قدم داخل أرضية خليج سان دييغو.
- في عام 1970، حصل الجسر على جائزة أجمل جسر من المعهد الأمريكي لإبنية الصلب.